# Mercedes-Benz Conecto G
A Mercedes-Benz Conecto G (vagy O345G) a német Daimler AG törökországi leányvállalata, a Mercedes-Benz Türk A.S. 2002-től gyártott csuklós autóbuszmodellje.

## Előfordulása Magyarországon
| Üzemeltető  | Conecto | Conecto NG | Összesen |
| ----------- | ------- | ---------- | -------- |
| ArrivaBus   | 132     | 0          | 132      |
| BKV         | 56      | 100        | 156      |
| DKV         | 0       | 45         | 45       |
| Intertanker | 3       | 0          | 3        |
| Volánbusz   | 15      | 90         | 105      |
| Összesen    | 206     | 235        | 441      |

## Galéria

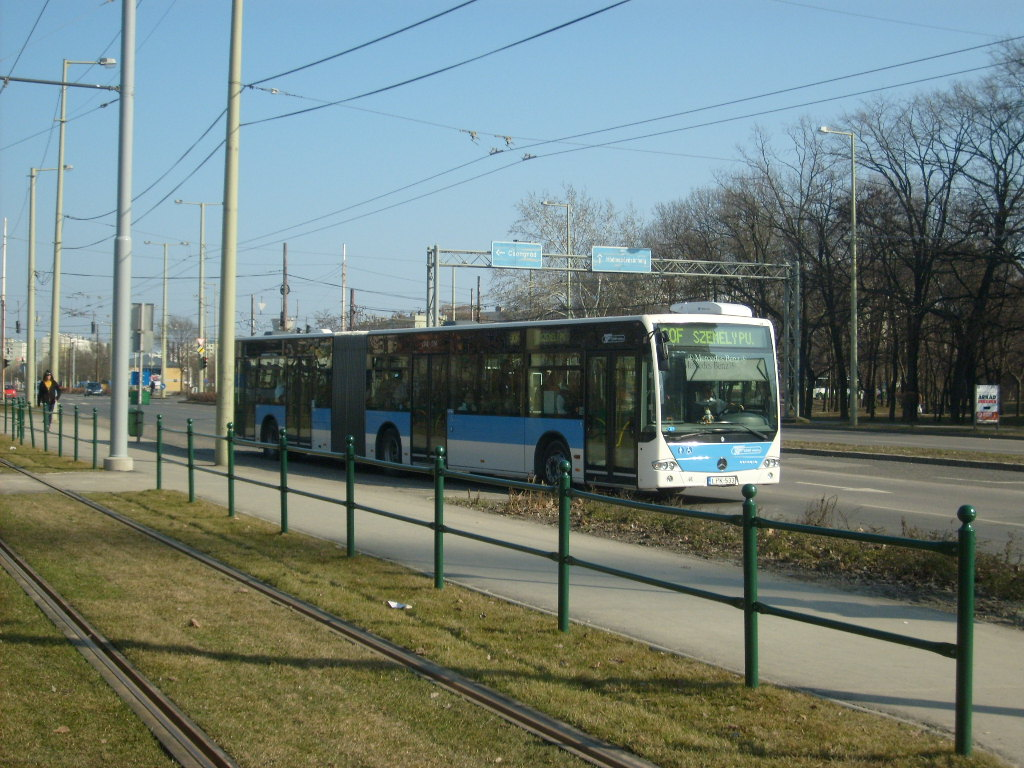
Conecto Szegeden
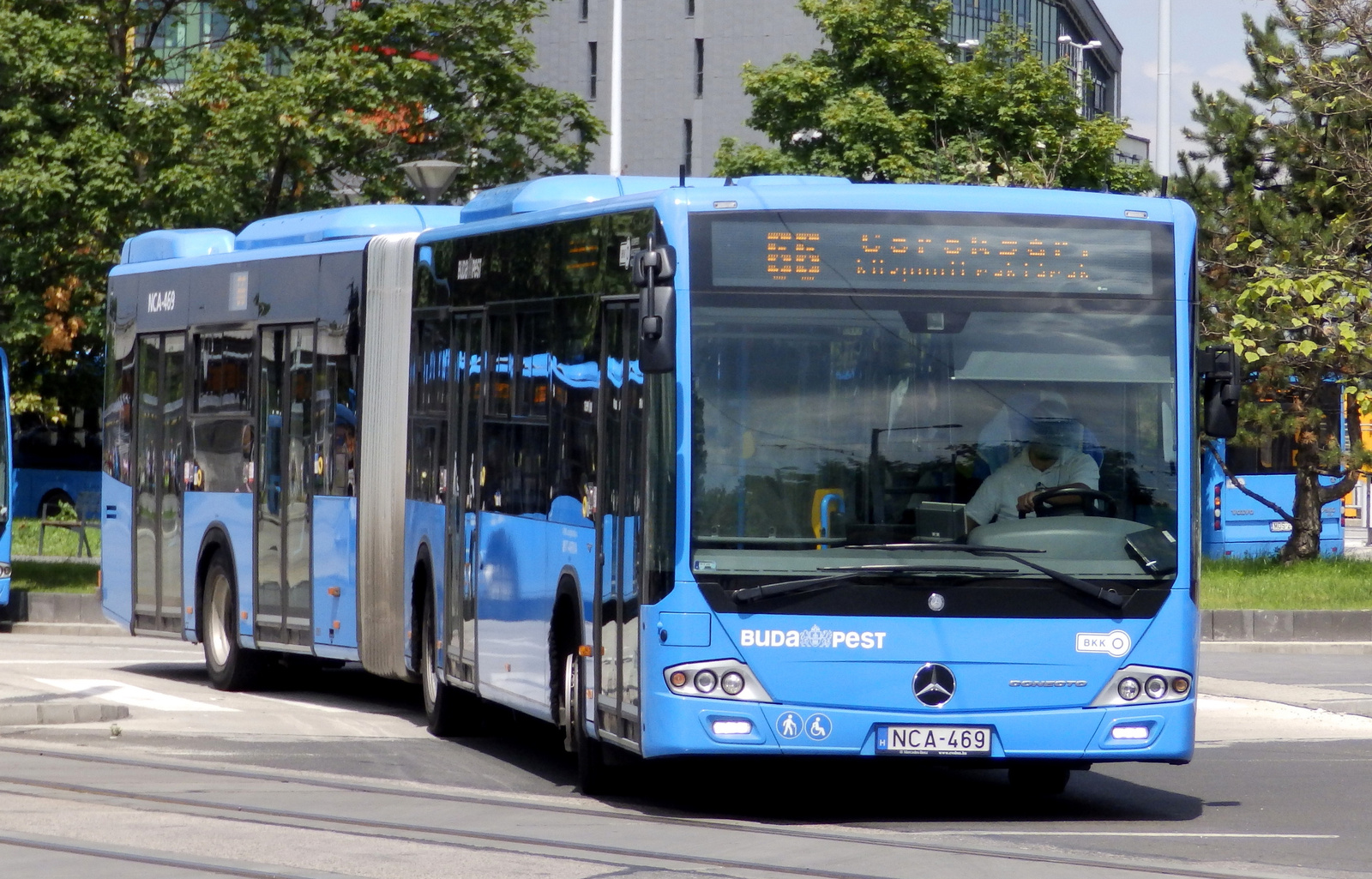
Conecto Budapesten
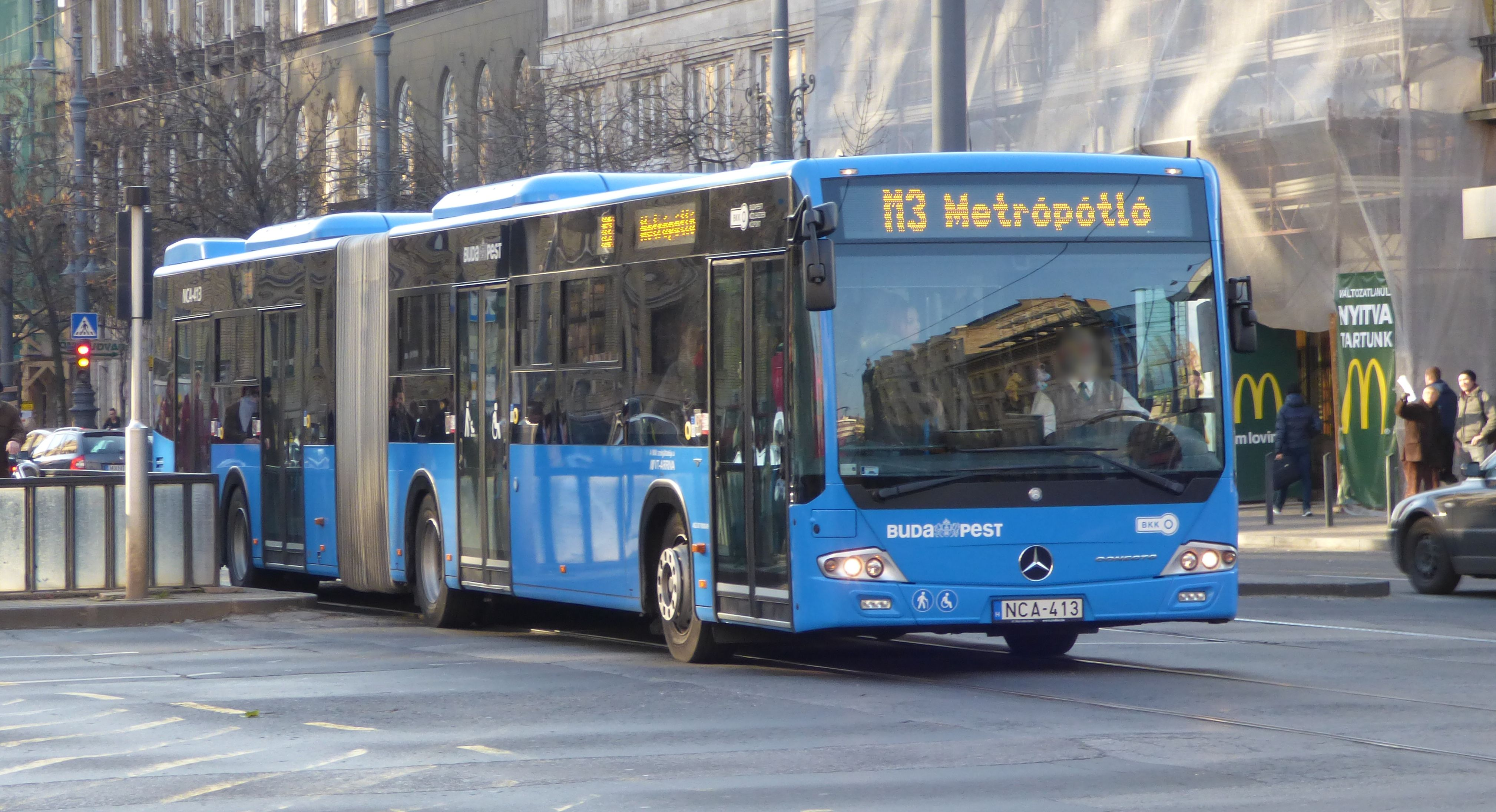
Conecto Budapesten
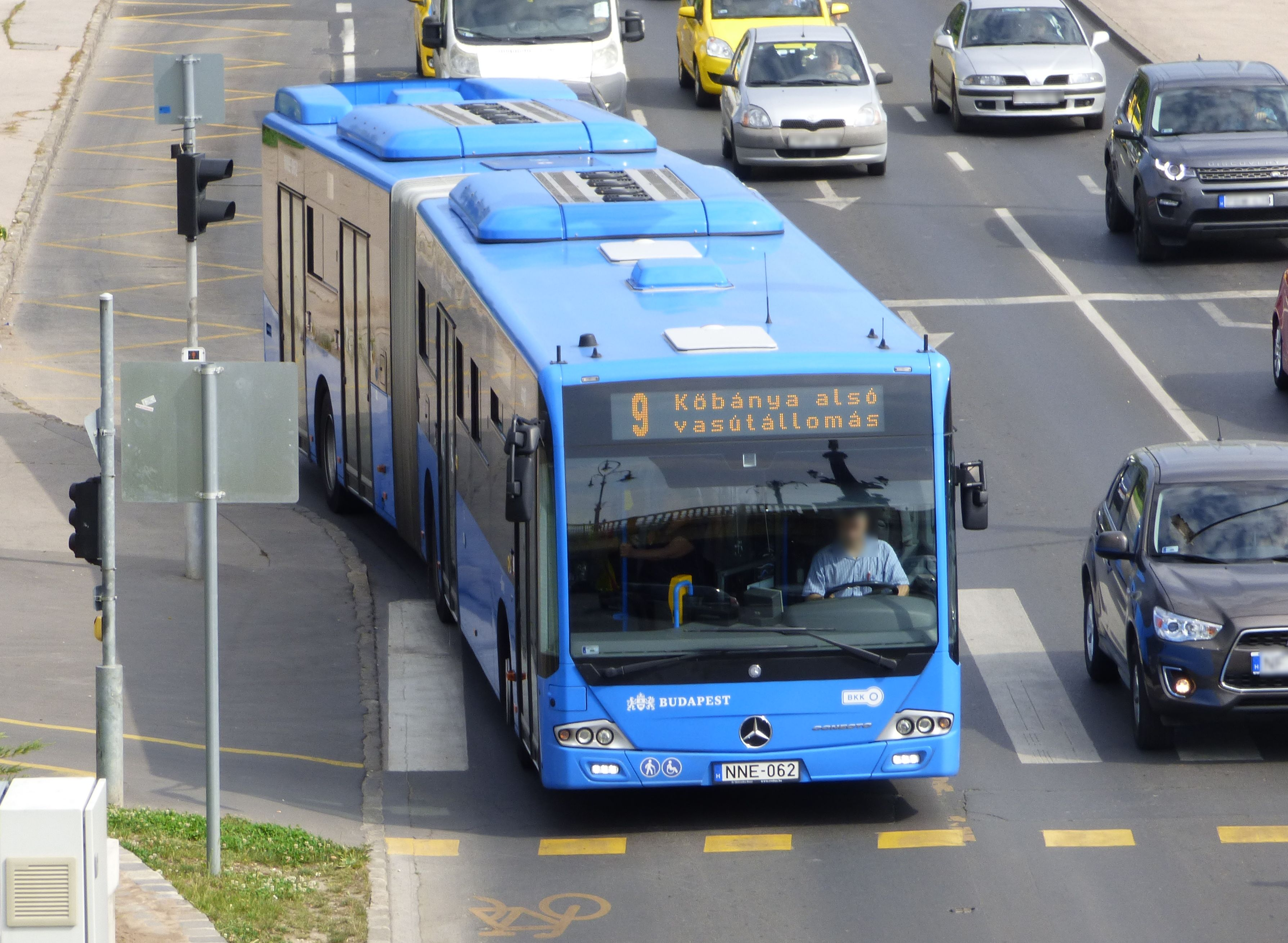
Conecto Budapesten
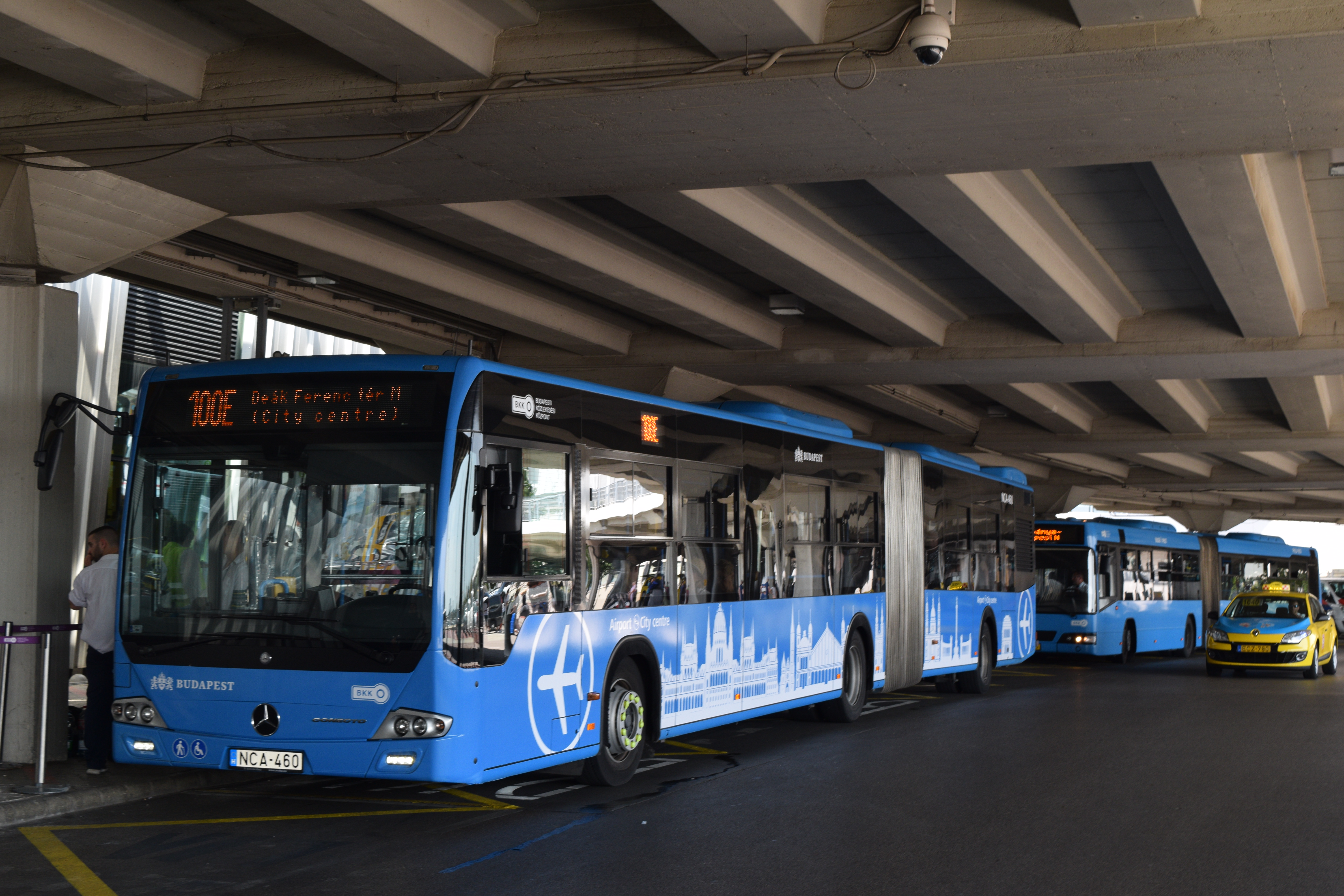
A 100E vonalon egyedi arculatú buszok jártak 2023-ig

## További információ
A Conecto. Műszaki adatok és méretek.